# 形式科学
形式科学（けいしきかがく、英: formal science）とは、形式体系に関係する科学の総称である。論理学、数学、システム科学に加え、計算機科学、情報理論、情報学、ミクロ経済学、統計学、言語学などといった分野の理論ベースの細分野（例えば、計算機科学のうち理論計算機科学）がこれに含まれる。
形式科学で扱うのは記号システムによって記述される抽象的構造であり、結果は公理や理論上のアイデアから推論（純粋な思考の過程）のみによって導き出される。これは、自然科学が現実世界を扱い、観測・観察から得られた知識をもとに結果を導き出すのと対照的である。しかし、形式科学で扱う体系は現実世界のものをモチーフしたものが多い。また、形式科学の結果は自然科学において現実世界を簡潔に理解するための構造（モデル）をつくるのに応用されることが多い。
形式科学で扱う体系は純粋に理論的なものであるので、現実世界そのものではない。しかし、時として「理論的なモデルは現実世界を完全に描写することができる」とか、理論が「現実そのものである」などと信じられてしまうことがある。
形式科学の対義語は経験科学というが、経験科学は形式科学を援用する場合がある。

## 歴史
形式科学は科学的方法が確立される前に始まった。最も古い数学の資料は紀元前1800年（バビロニア数学）、紀元前1600年（エジプト数学）、紀元前1800年（インドの数学）に遡る。以来、ギリシャやイスラム圏の数学者たちが数学の発展に大いに寄与してきた。一方、遠く離れた日本や中国では、独自の数学的伝統が発達した。
形式科学の最古の分野の一つとして、数学の他に論理学がある。論理学は、推論の方法を体系的に分析する学問として、3か所で発展を遂げた。紀元前6世紀のインド、紀元前5世紀の中国、紀元前4世紀から紀元前1世紀にかけてのギリシャである。
近代的な論理学の形式的に洗練された手法は、古代ギリシャに端を発し、アリストテレスの項論理の影響を受けながら、イスラム圏の論理学者たちが発展させた。インドの論理学は近世まで続いた。中国では論理学の伝統は古代で途絶えたが、のちにインドの論理学が輸入された。
形式科学の他の多くの分野は、数学に依拠する側面が大きいため、数学が比較的高度に発達するまで存在しなかった。ピエール・フェルマー、ブレーズ・パスカル、クリスティアーン・ホイヘンスは確率論を創始した。1800年代初めには、カール・ガウス、ピエール・ラプラスが統計学の数理を発展させ、保険や公会計における統計の利用を説明した。数理統計学は、20世紀初めに数学の一分野として認識されるようになった。
20世紀中頃、オペレーショナル・リサーチやシステム工学といった新しい数理科学や工学分野の隆盛によって、数学は拡大し豊かになった。これらの分野はまず電気工学の基礎研究から、続いて情報理論、数値解析（科学技術計算）、理論計算機科学の各分野の発達を促したコンピュータの登場に大きく影響を受けた。また、理論計算機科学は計算理論を含む数理論理学の発展に資した。

## 形式科学の一覧

### 数学
- 数学基礎論
- 代数学
  - 線型代数学
  - 普遍代数学
  - 抽象代数学
    - 群論
    - 環論
    - 体論
    - 可換環論

  - 表現論
- 幾何学
- 解析学
- 離散数学
- 応用数学
- 確率論

### 統計学
- 記述統計学
- 推測統計学
- ベイズ統計学
- 多変量解析
- 統計物理学
- 生物統計学
- 計量経済学
- 社会統計学
- 人口統計学

## 経験科学との違い
なぜすべての科学に比べ数学が特別に感じられるかという疑問に対しての一つの答えは、その法則が絶対的に確実で論争になりえないからだ。一方で、他の諸科学は、一定程度議論の余地があり、新しく発見された事実によって権威の座から引きずり降ろされるという危険がつねにある。—アルベルト・アインシュタイン
自然科学や社会科学といった経験科学と異なり、形式科学は経験的手続き（実験や観測）を要しない。また、形式科学は偶有的な事実を仮定に含めず、現実世界を網羅しない。この意味で、形式科学は論理的にも方法論的にもア・プリオリであり、その内容と妥当性は如何なる経験的手続きとも独立する。
形式科学は経験的内容を含まない概念的な体系だが、現実世界と関係ないわけではない。その関係というのは、形式的主張は全ての可能世界（想像可能な世界）で成立する（論理式を参照）。一方で、相対性理論や進化論など経験的理論は、全ての可能世界で成立すると限らない上、実際には我々の現実世界でも成立しないかもしれない。つまり、形式科学は如何なる領域にも適用でき、如何なる経験科学にも援用できる。
形式科学は非経験的な性質をもっているため、公理や定義の組み合わせを設定することにより、それとそれにより演繹される定理によって構築される。言い換えると、形式科学における理論は、総合的主張（en:Analytic–synthetic distinction）を一切含まない。つまり、すべての主張は分析的である。